# سو چه هیون
سو چه هیون (کره‌ای: 서채현؛ زادهٔ ۱ نوامبر ۲۰۰۳) سنگ‌نورد اهل کره جنوبی است.